# Gettin’ to It
Gettin’ to It – debiutancki album Christiana McBride’a, wydany w 1995 roku.

## Odbiór
Album odniósł komercyjny sukces – w niedługim czasie Sprzedano 50 000 egzemplarzy. Ze strony krytyków, płyta zebrała dobre opinie – magazyny „Down Beat” i „Entertainment Weekly” oceniły „Gettin’ To It” na czwórkę w pięciostopniowej skali, a „Option” i „Musician” określiły album jako wyjątkowy. Album z założenia miał być przykładem jazzu straight-ahead.

## Zawartość
Na płycie znajduje się sześć kompozycji Christiana:
1. „In a Hurry”, skomponowany tydzień przed sesją nagraniową[6], zamieszczony po sześciu latach w „The All Jazz Real Book”[7] już jako standard jazzowy;
2. „The Shade of the Cedar Tree” nawiązujący stylem do twórczości Cedara Waltona[potrzebny przypis];
3. „Sitting on a Cloud” – ballada skomponowana na przełomie roku 1988 i 1989, której pierwszą część McBride zawsze gra smyczkiem;
4. tytułowa kompozycja „Gettin’ To It” będące hołdem dla Jamesa Browna, zainspirowane jego utworem z płyty Soul on Top o tytule „Get It Together”[potrzebny przypis];
5. „Black Moon” skomponowany podczas pobytu w Juilliard School Of Music, nagrany wcześniej na płycie Wallace'a Roneya „Obsession”;
6. „King Freddie Of Hubbard” będący hołdem dla Freddie Hubbarda, nawiązujący formą - fanfary, solo perkusji, melodia - do takich utworów Hubbarda, jak „The Interpid Fox”, „Take It to the Ozone”, czy „Life Flight”.

Poza materiałem autorskim, na „Gettin’ to It” znajdują się również cztery standardy jazzowe:
1. nagrany w trio fortepianowym broadwayowski klasyk z 1956r. „Too Close For Comfort”;
2. „Splanky” w wykonaniu trzech kontrabasistów, reprezentujących trzy różne pokolenia - Milta Hintona (ur. 1910), Raya Browna (ur. 1926) i Christiana McBride’a (ur. 1972), w założeniu[potrzebny przypis] miał to być kwartet kontrabasowy z Ronem Carterem (ur. 1937), jednak był on niedostępny podczas sesji nagraniowej;
3. „Stars Fell on Alabama” Franka Perkinsa, zainspirowane[potrzebny przypis] nagraniami Cannonballa Adderleya i Franka Sinatry;
4. „Night Train” wykonany przez Christiana solo[8].

## Lista utworów
Wszystkie kompozycje autorstwa Christiana McBride z wyjątkiem, gdzie zaznaczono.
1. "In a Hurry" - 4:35
2. "The Shade of the Cedar Tree" - 7:40
3. "Too Close for Comfort" (Jerry Bock, Larry Holofcener, George Weiss) - 5:50
4. "Sitting on a Cloud" - 5:47
5. "Splanky" (Neal Hefti) - 4:16
6. "Gettin’ to It" - 5:31
7. "Stars Fell On Alabama" (Frank Perkins, Mitchell Parish) - 5:23
8. "Black Moon" - 5:19
9. "King Freddie of Hubbard" - 7:40
10. "Night Train" (Jimmy Forrest, Oscar Washington, Lewis C. Simpkins) - 3:37

## Wykonawcy
- Joshua Redman – saksofon tenorowy w In a Hurry, The Shade of the Cedar Tree, Gettin’ to It, Black Moon, King Freddie Of Hubbard
- Roy Hargrove – trąbka, flugelhorn w In A Hurry, The Shade of the Cedar Tree, Sitting on a Cloud, Gettin’ to It,  King Freddie of Hubbard
- Steve Turre – puzon w In a Hurry, Gettin’ to It
- Cyrus Chestnut – fortepian z wyjątkiem Splanky i Night Train
- Christian McBride – kontrabas
- Lewis Nash – perkusja z wyjątkiem Splanky i Night Train
- Ray Brown – kontrabas w Splanky
- Milt Hinton – kontrabas w Splanky

## Produkcja
- Album nagrywany 30, 31 sierpnia i 1 września 1994 roku w Clinton Recording Studios w Nowym Jorku
- Producent: Richard Seidel i Don Sickler
- Koordynator produkcji: Camille Tominaro
- Inżynier dźwięku: Jim Anderson
- Mastering: Allan Tucker